# 編集ファミコン
編集ファミコン（へんしゅうファミコン）またはファミコンタイトラー（Famicom Titler）は、1989年2月21日にシャープが発売したファミリーコンピュータ互換機である。発売当時のメーカー希望小売価格は43,000円。メーカー型番はAN-510。

## 概要
マイコンピュータテレビC1、ツインファミコンに続き、任天堂の許諾を得てシャープが製造・販売した正規のファミリーコンピュータ互換機である。本機はビデオ編集機能とS端子の搭載を特徴とした。
このゲーム機は「編集ファミコン」と「ファミコンタイトラー」の2つの名称を持つ。編集ファミコンの表記がされたものには本体裏面へ貼り付けられた品名・製造元を示すシール、アンケートはがきがある。Famicom Titlerまたはファミコンタイトラーの表記がされたものには本体表面の印刷部、コントローラ、本体に内蔵されたビデオ編集ソフトのタイトル画面がある。取扱説明書では編集ファミコンの名称を用いたが、一部のページではファミコンタイトラーの名称も用いた。このように名称の表記は一定しておらず、明確な使い分けはされていない。

### 発売当時の認知度 - 発売後の状況
発売時は当時発行していたゲーム雑誌でも本機は一通り紹介されていた。その中でも徳間書店が発行の『ファミリーコンピュータMagazine』や、ビデオマガジンの『ファミマガVideo』の1989年5月号においては、本機の使用方法をビデオカメラで撮影したファミマガ編集部内の映像を交えてタイトル合成の使用例を紹介する等かなり詳細に報じていた。
発売後は、ビデオ編集機能を求める層とテレビゲームを求める層との不一致、既存のツインファミコン以上に高額な価格設定等からさほど普及はせず、本機はマニア等の知る人ぞ知る存在となり、そのまま翌年発売のスーパーファミコンへと世代交代を迎えた。しかしシャープのテレビカタログへの掲載は、ファミコンへのソフトウェア供給が終了した1995年以降もしばらく続けられていた。
その後はインターネットコミュニティの発達、2000年前後に行われた一部地域での在庫品放出を経て存在を知らなかった層へも広く知れ渡り、他のファミコンにはない画質の優位性やビデオ編集機能の珍しさから、少量の流通量による希少性もあって中古市場では高値で取引されるようになった。

## ハードウェア

### 映像出力
S映像出力に対応させるため、映像出力を司るPPUは任天堂のファミコン本体に使用されたRP2C02にRGB出力を追加した互換チップ「RC2C05-99」を搭載した。RGB信号は本体内部でコンポジット映像信号やS映像信号に変換され外部へ出力される。本体背面にはRCA端子によるコンポジット映像出力端子とモノラル音声出力端子、テレビのアンテナ端子へ映像・音声を出力する際に専用周辺機器を接続するRFコンバータ接続端子の他、S映像出力端子も用意された。この端子を利用しテレビと接続するとより鮮明な画像でゲームを楽しむことができる。電子工作に長けたゲームマニアはさらなる高画質を求めて本体内部からRGB信号を直接引き出す、使い勝手との両立を図りPPUを他のファミコン本体に移植するなどの改造を行った。
マイコンピュータテレビC1では動作しないソフトも使用できるが、ごく一部のソフトでは不具合が発生する。例えば『バブルボブル』ではゲーム進行に影響はないものの、本来黒色で表示されるべき背景が赤色で表示される。これ以外のソフトでも他のファミコン本体で使用した際とは異なる色合いで表示される場合がある。類似の現象はSG-1000用ソフトをセガ・マークIIIで使用した際や、MSX規格のソフトをMSX2規格の本体で使用した際にも発生する。

### ビデオ編集機能
本体にはビデオ編集の際に利用する映像・音声の入力端子、各種スイッチ類も用意された。カセットを接続せず切り替えスイッチを「編集」に合わせた状態で電源を投入すると、本体に内蔵されたソフト「ファミコンタイトラー」が起動し、ビデオ編集モードに入る。
ビデオ編集モードは主にビデオカメラで撮影した映像へのテロップや絵柄、ナレーションの挿入を目的としており、祭りやクリスマスなど季節の行事、運動会など子供の行事、結婚式、誕生日などの祝い事、子供の成長などに対応したサンプル集があらかじめ用意されている。文字入力は本体に取り付けられた小さなタブレットと付属のタッチペンを、音声の挿入はIIコントローラに用意されたマイクを利用して行う。
本体のスーパーインポーズスイッチを切り替えるとビデオ映像とテロップ類が合成される。ゲームソフト使用時でもこのスイッチを切り替えるとゲーム内の黒い色が透け、ビデオ映像とゲーム画像が合成される。
文字入力部は手書き文字認識を行うが、パターン認識のアルゴリズムが進歩していない当時であるため、認識精度が悪く実用性が低い。